# لورينزو دو
لورينزو دو (بالإنجليزية: Lorenzo Dow) هو عالم عقيدة أمريكي، ولد في 16 أكتوبر 1777، وتوفي في 2 فبراير 1834.